# ملیر کانتونمنت
ملیر کانتونمنت (به انگلیسی: Malir Cantonment) یک محله در پاکستان است که در کراچی واقع شده‌است. ملیر کانتونمنت ۴۲ کیلومتر مربع مساحت و ۳۰۰٫۰۰۰ نفر جمعیت دارد.